# Linda Vissers
Linda Vissers (Bree, 5 februari 1961) is een voormalig Belgisch politica.

## Levensloop
Vissers behaalde een diploma handel en administratie in het hoger secundair onderwijs en in 1998 een graduaat in bestuurswetenschappen aan de veiligheidsschool PLOT, het Provincie Limburg Opleiding en Training. Van 1988 tot 1991 werkte ze als directiesecretaresse en vanaf 1992 was ze ambtenaar.
Ze begon haar politieke carrière bij de Volksunie en de lokale partij Aktief in Overpelt. Na het uiteenvallen van de Volksunie in 2001 was Vissers politiek onafhankelijk, tot ze in 2003 samen met de andere leden van Aktief toetrad tot het Vlaams Blok, het huidige Vlaams Belang.
Bij de derde rechtstreekse Vlaamse verkiezingen van 13 juni 2004 werd zij verkozen in de kieskring Limburg. In het Vlaams Parlement werd ze van 2004 tot 2007 lid van de commissie Binnenlandse Aangelegenheden, Bestuurszaken, Institutionele en Bestuurlijke Hervorming en zetelde ze van 2005 tot 2007 in de commissie Onderwijs, Vorming, Wetenschap en Innovatie. Ze bleef Vlaams volksvertegenwoordiger tot juni 2007, waarna ze de overstap maakte naar de Kamer van volksvertegenwoordigers en in het Vlaams Parlement werd opgevolgd door Leo Pieters. Na de volgende  Vlaamse verkiezingen van 7 juni 2009 keerde ze terug naar het Vlaams Parlement en bleef ze Vlaams volksvertegenwoordiger tot mei 2014. Vissers was in haar tweede termijn als Vlaams Parlementslid lid van de commissie Landbouw, Visserij en Plattelandsbeleid en van 2009 tot 2014 ondervoorzitter van de commissie Bestuurszaken, Binnenlands Bestuur, Inburgering en Toerisme.
Bij de Vlaamse verkiezingen van juni 2009 was ze de eerste vrouwelijke lijsttrekker ooit van het Vlaams Belang in de provincie Limburg. Nadat bekend werd dat ze geen verkiesbare plaats op de lijst voor het Vlaams Parlement kreeg bij de verkiezingen van 25 mei 2014, verliet ze de partij. Sindsdien zetelde ze als onafhankelijke tot aan de verkiezingen van 2014. Bij deze verkiezingen was Vissers geen kandidaat meer.
Ook in de gemeentepolitiek was zij actief. Ze was namelijk van 1994 tot 2018 gemeenteraadslid van Overpelt. Bij de gemeenteraadsverkiezingen van 2012 kwam ze op met een eigen lijst, Lijst Vissers, waarmee ze met 784 voorkeurstemmen herkozen raakte. Na de fusie van Overpelt en Neerpelt tot Pelt, werd ze begin 2019 gemeenteraadslid van deze gemeente. Eind 2024 verliet Vissers de gemeentepolitiek van Pelt.